# 走鯨
走鯨（學名：Ambulocetus natans），又名陸行鯨、游走鯨，陸行鯨科走鲸属的一种，是一種早期的鯨魚，可以同時行走及游泳。走鯨是過渡化石，顯示了鯨魚如何從陸上的哺乳動物演化出來。走鯨的外表像鱷魚，約有3米長。牠的後肢較適合游泳，可能像水獺及鯨魚般擺動背部來游泳。有指走鯨像鱷魚般獵食，潛伏在淺水地區捕獵不經意的哺乳動物和魚。就其牙齒的化學分析發現走鯨可以出入淡水及海洋區域。
走鯨沒有外耳。牠會將頭貼近地面感受振動，藉以追蹤獵物。
走鯨化石是在巴基斯坦發現。在走鯨的時代，巴基斯坦是近古地中海的海岸區域。

## 描述

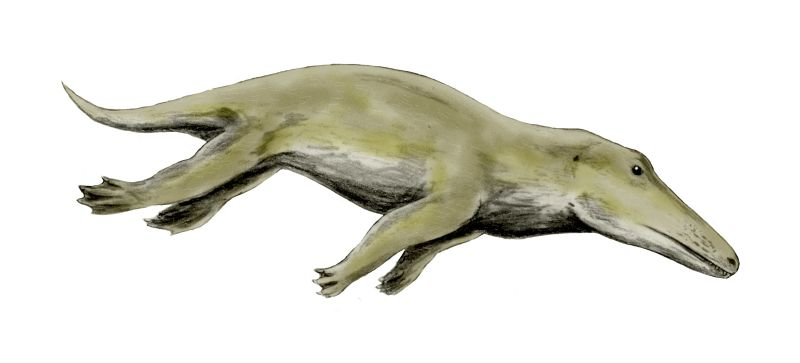
走鯨的重組圖。

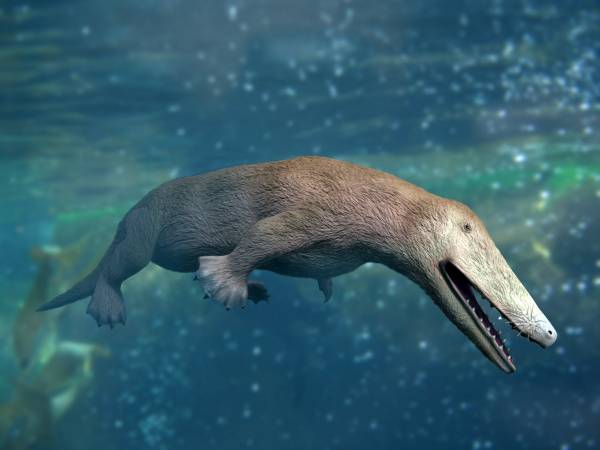
走鯨復原圖

走鯨可能和現存鯨豚一樣為完全水生的動物，透過上下擺動身體游泳前進。針對走鯨牙齒的化學成分分析顯示其可以出入淡水及海洋區域。走鯨缺乏外耳，擁有長口鼻部，雙眼長在頭顱兩側，和河馬一樣眼眶位置偏高。
科學家認為走鯨是早期的鯨魚，原因是牠有類似的水中特性，包括鼻有潛入水中的適應性，而其圍耳骨的結構像鯨魚，可以在水中聽聲。另外，牠的牙齒亦與其他早期鯨魚的牙齒相似。
走鯨有許多外表特徵與鱷魚類似，包括：長口鼻部、尖錐狀牙齒與強壯的下頜收肌。走鯨可能同樣會將獵物拖入水中溺死，或是透過猛烈的動作進行撕扯。成年走鯨可能同樣為埋伏型掠食者，以大型魚類、水生四足動物或是靠近水域的陸生動物為食。

### 體型

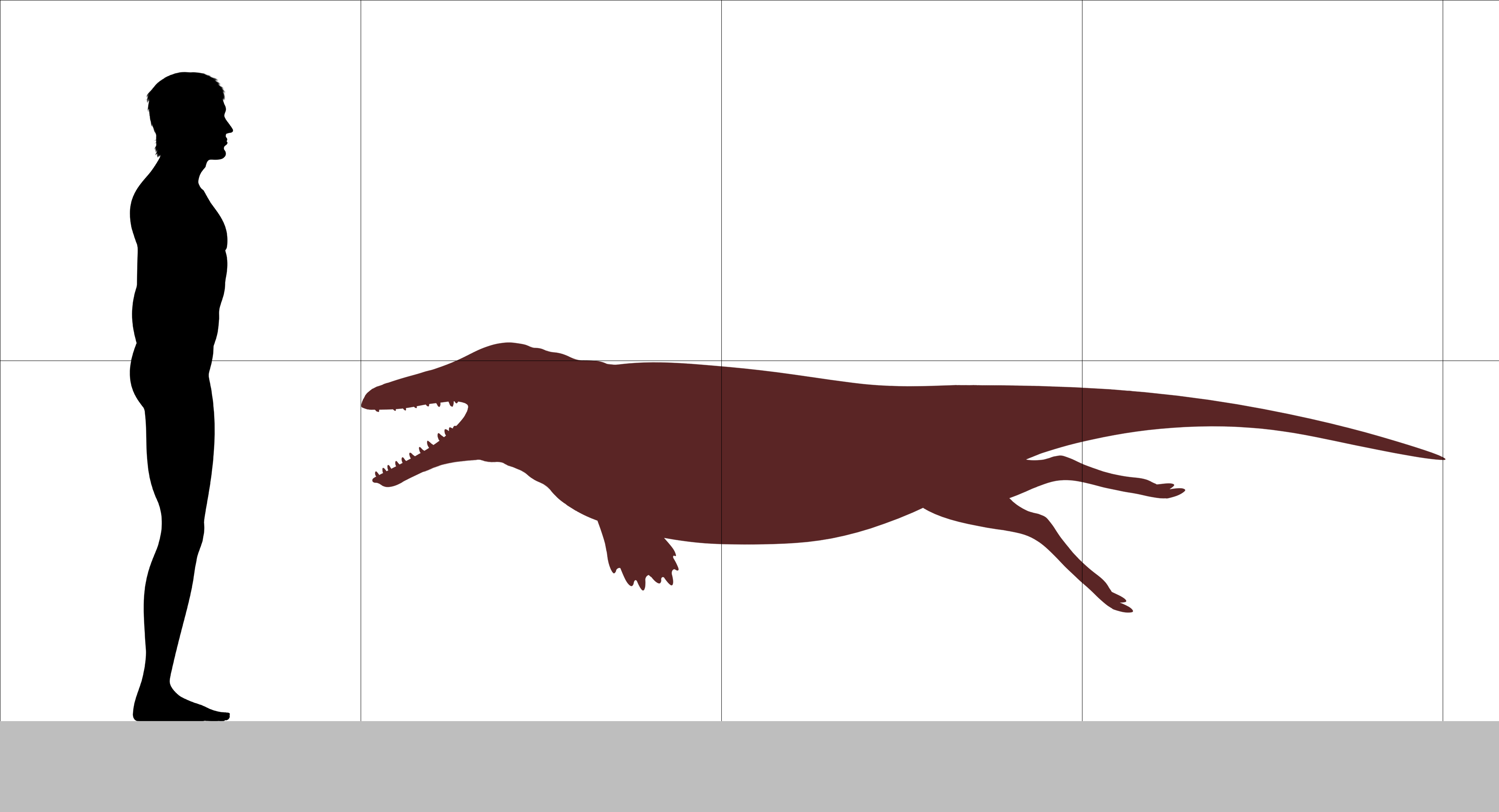
走鯨與人類的體型對照圖

走鯨體型與現存雄性海獅體型相當，遠大於巴基鯨。Thewissen et al. 估計走鯨的體重大約在 141—235（311—518磅），而 Philip D. Gingerich 則預估走鯨的體重大約  720（1,590磅）。

## 古生態學

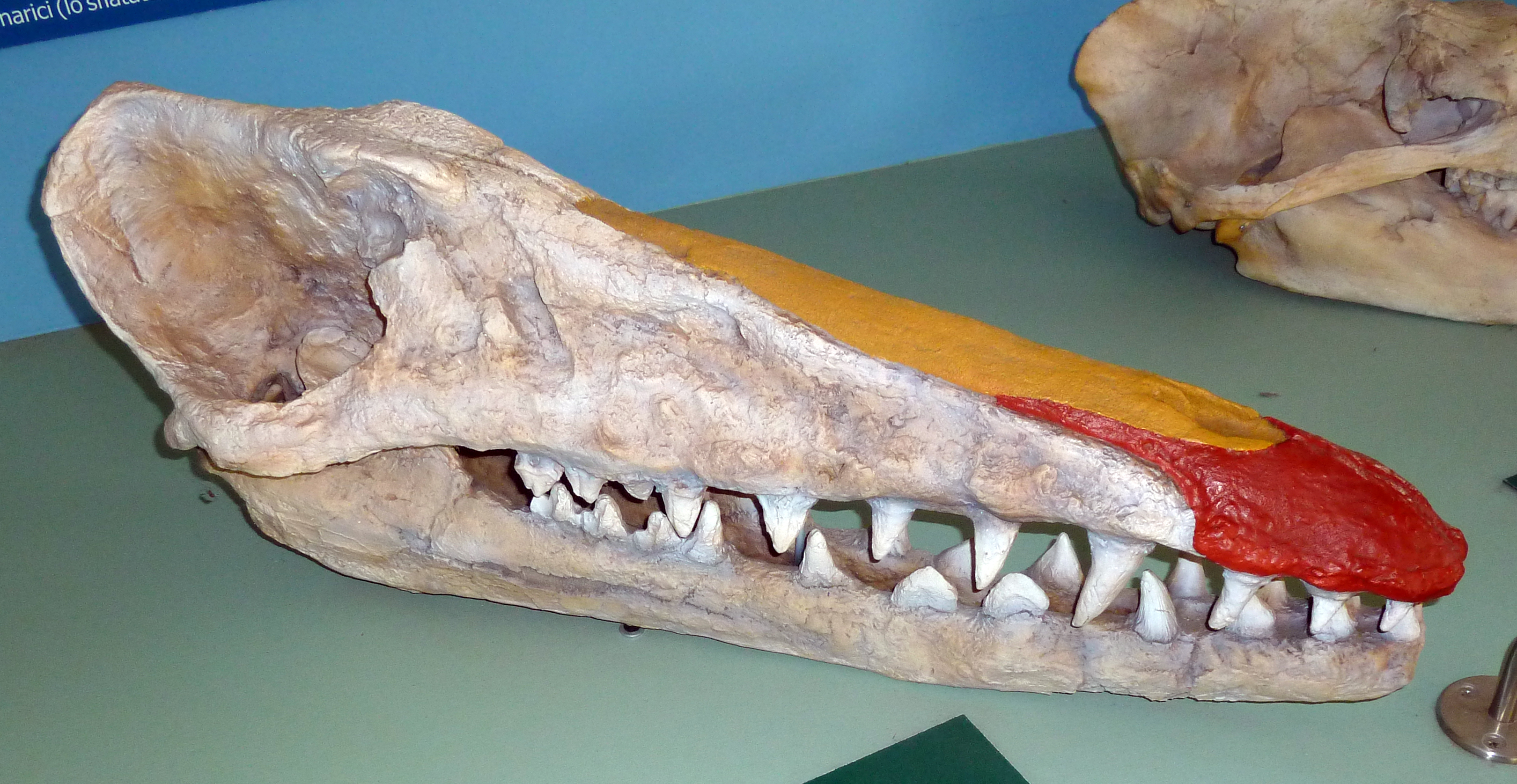
走鯨顱骨，展於比薩大學自然歷史博物館

走鯨較短的前肢具有五指，而較長的後肢則僅有四趾：走鯨具有十分堅實的臂骨，這代表牠們十分適應水中生活但無法快速游動，可能為埋伏型掠食者。牠們的骨盆與脊椎骨連結，類似於陸生哺乳動物而非鯨豚。走鯨和巴基鯨尾部缺乏尾葉，可能作為舵使用，游泳的方式類似於現存的水獺；推進的部分則主要槳狀的前後肢。始新世晚期的鯨魚，例如龍王鯨科與雷明頓鯨科，具有完整的尾鰭作為推進主力，因此後肢已經幾乎退化。
走鯨的獵食形式可能類似於現存的鱷魚，不過走鯨的化石大多發現於近海岸的海洋沉積物中。
走鯨的眼睛位於顱骨上端，這代表牠們多半對於水面上的獵物有興趣。牠們寬大的腳掌可以用來划水前進，或是在上下擺動身體時作為槳提供推進力。在陸上則像海獅般移動。
走鯨的鼻孔位置仍然是個謎，目前的復原圖皆為參考近親物種或是其他更早期的鯨魚而成，科學家目前尚未找到走鯨吻突前端的化石。在鯨魚的演化史上，鼻孔由鼻端一路向上移動至額頭頂並成為噴氣孔。
最近的一項研究表明，像現代鯨目動物一樣，走鯨完全是水生的，具有相似的胸部形態，無法在陸地上支撐它們的體重。這表明鯨目動物完全放棄陸地的進化時間比以前想像的要早得多。然而，參與這項研究的科學家警告說，由於缺乏關於骨骼確切密度，質心位置以及依賴假肋骨進行胸部支撐的資訊，這項研究受到限制。

## 外部連結
- BBC Online
- Ambulocetidae: The First Costal Whales by J. G. M. Thewissen.